# سيرجيو مورايس
سيرجيو مورايس (بالبرتغالية: Sérgio Moraes) هو فنان قتال مختلط برازيلي، ولد في 23 يوليو 1982 في ساو باولو في البرازيل.

## وصلات خارجية
- سيرجيو مورايس على موقع يو إف سي (الإنجليزية)
- سيرجيو مورايس على موقع شيردوغ (الإنجليزية)
- سيرجيو مورايس على موقع IMDb (الإنجليزية)